# Поддубный (Тульская область)
Поддубный — посёлок в Узловском районе Тульской области России.
В рамках административно-территориального устройства относится к Партизанской сельской администрации Узловского района, в рамках организации местного самоуправления входит в сельское поселение Шахтёрское.

## География
Расположен в 7 км к юго-западу от железнодорожной станции Узловая I (города Узловая).
Местность посёлка Поддубный напрямую связана с разработкой угля в Подмосковном угольном бассейне. Уголь здесь нашли ещё при Петре I. Недалеко от Поддубного расположено «татарское» кладбище.

## Население
| 2010 |
| ---- |
| 238  |

## История
Название, вероятно, произошло от близлежащего посёлка городского типа Дубовка. Населённый пункт был основан в 1958-х годах как шахтёрский посёлок на базе объединения закрытых угольных шахт № 6, 7, 7-бис ОАО «Тулауголь». Также на базе шахт № 6, 7, 8 в 1938 г. строился посёлок Дубовка.

### Поселение в XIX веке
Шахты № 6, 7, 7-бис были открыты возле села Ильинка, которое расположено на правом берегу р. Шиворона, приток Упы. До 1887 года село Ильинка было деревней — её возникновение относится к 50 годам XIX века. Первые поселенцы выселились из с. Дедилово, чтобы быть поближе к своей надельной земле, отстоявшей от Дедилово, при отдалённости этого села, вёрст на 10—15 (~11—16 км). Таким же путём образовались и деревни Ильинского прихода Акимовка, Черёмуховка и Дубовка.

### Поселение в XX веке
Поселение человека на территории пос. Поддубный пошло с 40-х годов XX века с разработкой угля в Подмосковном угольном бассейне. Шахты в здешних местах стали строить перед войной. В 1938 году строительство угольных шахт № 6, 7, 7-бис положило начало поселению при этих шахтах. Посёлок строился быстро. На новое место из разных уголков нашей страны приезжали десятки рабочих. Шахтёрский труд объединил людей из Курской, Рязанской, Брянской, Тамбовской областей. На работу приходили и крестьяне окрестных деревень: Гудаловки, Дубовки, Акимовки, Черёмуховки, Высоцкого и других. Так из людей разных профессий, разных национальностей формировались поселения при шахтах № 6, 7, 7-бис, которые для многих переселенцев стали как бы второй родиной.

### Шахта № 6
Шахта № 6 «Дубовская». Бывшая угольная шахта № 6 располагается в центре такого четырёхугольника: пос. Дубовка — шахта 5 «бис» — пос. Партизан — д. Дубовка. Непосредственно рядом с ней располагается шахта № 7, а чуть дальше № 7 «бис».
На месте образования шахты № 6 с посёлком первоначально была небольшая деревушка в несколько домов (видимо, Масловка, судя по старой карте).
Шахты неглубоки, 60 до 65 метров, слой угля мощностью 1,5 до 2,5 м. Шахты бывают мокрые, шахта № 6 — ещё не очень, но таких немного. Бывают газы, но взрывы редко, как говорили «не подохнешь, только башка болеть будет».
Шахта № 6 пущена в эксплуатацию в 1943 году с проектной мощностью 700 тонн в сутки. Её достраивали во время войны московские метростроители. Расположена в двух километрах от деревни Дубовка. Шахтное поле отведено на небольшой срок действия, копер возведен деревянный. В первые годы работы отбойку угля в лавах осуществляли взрывным способом с предварительной подрубкой пласта врубмашиной. Откатка груза по выемочным штрекам производилась колонковыми лебедками, по главному откаточному штреку — кольцевой канатной дорогой.
Кадры сформированы из лагерей немцев Поволжья и репатриированных советских военнопленных, проходящих фильтрацию в лагере в пос. Дубовка. Вначале при шахте был построен небольшой посёлок для расположения лагеря немцев, проживания групп работников по вызову и начальников участка. Срок службы местных шахт не превышал 20 лет, и к 60-м годам они начали вырабатываться. Шахта проработала 19 лет до 1962 года, обеспечив хозяйство страны углем в объёме 4 млн 700 тыс. тонн. В 1959 году по распоряжению комбината «Тулауголь» в целях сокращения управленческих расходов и увеличения концентрации производства три шахты — № 6, 7, 7-бис — административно объединены в одно шахтоуправление, шахту № 6/7. После отработки промышленных запасов этих шахт правопреемником их стала шахта «Партизан».

### В XXI веке
В 2012 году началась газификация посёлка.

## Хронология важных событий посёлка
В 1948 году было посажено много деревьев, кустарников. В этом же году заложили плотину у небольшого ручья около шахты № 7-бис, где решено было устроить водоём с пляжем, вышкой и лодочной станцией.
В 1950-х гг. начались работы по освещению улиц, заработали радиоузлы, они действовали на каждой шахте.
23 мая 1954 года вступило в строй Дубовское автотранспортное предприятие. С этого момента был открыт маршрут автобуса № 152, который курсировал между посёлком Дубовка и шахтами № 6, 7.
В 1958 году шахты 6, 7, 7-бис объединены в один посёлок, который стал называться пос. Поддубный.
В 1986 году территория посёлка Поддубный, как и ряд других территорий Тульской области, подверглась серьёзному радиоактивному заражению в результате катастрофы на Чернобыльской АЭС, что повлекло значительное облучение населения. До 1998 года территория посёлка имела статус «зоны с правом на отселение». С 1998 года посёлок относится к «территории с льготным социально-экономическим статусом».
С выделением средств по чернобыльской программе в 1991 году удалось Кузнецовой Н. И. совместно с главой администрации В. Г. Прощалыкиным добиться для жителей Поддубного выполнения проектно-сметной документации по газификации данного посёлка.
В 2007 году путём тяжёлой борьбы удалось добиться от администрации выполнить проект газификации повторно. Но средств выполнить строительно-монтажные работы опять не предоставлялось возможности.
Путём вмешательства зам. губернатора Тульской области А. В. Агапова и директора департамента строительства министерства строительства и жилищно-коммунального хозяйства Тульской области Н. Н. Вебер помощь Кузнецовой Н. И. была оказана и дело сдвинулось с места.